# Аспасия Каневчева
Аспасия Хр. Мишева-Каневчева е българска просветна деятелка и революционерка от Вътрешната македоно-одринска революционна организация.

## Биография
Аспасия Каневчева е българска учителка в Охрид. Тя е в ръководството на женската огранизация на ВМОРО в града заедно със Славка Чакърова, Василка Размова, Поликсена Мосинова, Костадина Бояджиева, Клио Самарджиева, Костадина Настева и други.  Една от големите акции на тези учителки в периода 1899 – 1900 година е пренасянето на оръжие за четите: използвайки сватбата на сестрата на Славка Чакърова, Елисавета, в Струга, поканените сватбарки нареждат пушки и патрони на дъното на няколко лодки, превозват ги по Охридското езеро и ги складират пътьом в манастира „Пречиста“.
По време на Илинденското въстание участва заедно с други учителки в създаването на тайна болница в Охрид, в която лекуват ранени и болни четници и техните семейства, за които се грижат денонощно. Разкрити са, арестувани и подложени на тежки разпити в полицията да издадат революционния комитет. Отричайки всякаква връзка с него, те наблягат на човеколюбивите си мотиви и каймакаминът Мехди бей, албанец, приема обяснението им и дори поема снабдяването с мляко и хляб.
Съпруга е на Анастас Каневчев.
По-късно като пенсионерка е близка с Никола Киров и участва в създадено от него македонско дружество в България като секретар-касиерка, а председател е Апостол Дошлаков.